# Marathon van Enschede 2012
De marathon van Enschede 2012 werd gelopen op zondag 22 april 2012 in Enschede. Het was de 44e editie van deze marathon.
De wedstrijd werd bij de mannen gewonnen door de Keniaan Ishmael Busendich in 2:09.09. Hij bleef hiermee twee minuten verwijderd van het parcoursrecord. Zijn landgenoot Julius Korir moest, net als vorig jaar, genoegen nemen met een tweede plaats. Ditmaal had hij slechts vier seconden achterstand op de winnaar. Bij de vrouwen won de Griekse Konstatina Kefala met grote overmacht. Haar finishtijd van 2:41.01 was bijna een kwartier sneller dan die van de tweede aankomende, de Nederlandse Ingrid Prigge.
In totaal finishten er 483 deelnemers op de marathon, waarvan 429 mannen en 54 vrouwen.
Naast de hele marathon waren er ook hardloopwedstrijden over de halve marathon, 10 km en 5 km.

## Uitslagen

### Marathon
Mannen
| rang   | naam              | land | tijd    |
| ------ | ----------------- | ---- | ------- |
| Goud   | Ishmael Busendich | KEN  | 2:09.09 |
| Zilver | Julius Korir      | KEN  | 2:09.13 |
| Brons  | Moses Kurgat      | KEN  | 2:09.59 |
| 4      | Alebachew Debas   | ETH  | 2:10.06 |
| 5      | Kiplimo Kimutai   | KEN  | 2:12.45 |
| 6      | Betram Keter      | KEN  | 2:13.37 |
| 7      | Musa Babo         | ETH  | 2:14.49 |
| 8      | Kipsang Kipkemoi  | KEN  | 2:15.55 |
| 9      | Joash Mutai       | KEN  | 2:18.46 |
| 10     | Donald Sambu      | KEN  | 2:20.38 |

Vrouwen
| rang   | naam              | land | tijd    |
| ------ | ----------------- | ---- | ------- |
| Goud   | Konstatina Kefala | GRE  | 2:41.01 |
| Zilver | Ingrid Prigge     | NED  | 2:55.42 |
| Brons  | Arenda Abbink     | NED  | 3:04.17 |

### Halve marathon
Mannen
| rang   | naam           | land | tijd    |
| ------ | -------------- | ---- | ------- |
| Goud   | Casper Koelma  | NED  | 1:12.15 |
| Zilver | Leon Sanderman | NED  | 1:12.58 |
| Brons  | Caimin Stevens | NED  | 1:14.20 |

Vrouwen
| rang   | naam                | land | tijd    |
| ------ | ------------------- | ---- | ------- |
| Goud   | Jacqueline Rustidge | NED  | 1:21.50 |
| Zilver | Brigit Landewe      | NED  | 1:26.04 |
| Brons  | Marlin Nijhof       | NED  | 1:28.47 |

1947 ·
1949 ·
1951 ·
1953 ·
1955 ·
1957 ·
1959 ·
1961 ·
1963 ·
1965 ·
1967 ·
1969 ·
1971 ·
1973 ·
1975 ·
1977 ·
1979 ·
1981 ·
1983 ·
1985 ·
1987 ·
1989 ·
1991 ·
1992 ·
1993 ·
1994 ·
1995 ·
1996 ·
1997 ·
1998 ·
1999 ·
2000 ·
2001 ·
2002 ·
2003 ·
2004 ·
2005 ·
2006 ·
2007 ·
2008 ·
2009 ·
2010 ·
2011 ·
2012 ·
2013 ·
2014 ·
2015 ·
2016 ·
2017 ·
2018 ·
2019 ·
2020 · 2021 ·
2022 ·
2023 ·
2024 ·
2025